# Pracoholizm
Pracoholizm (uzależnienie od pracy; ang. workaholism) – rodzaj uzależnienia psychicznego (ang. psychological dependence), objawiającego się obsesyjną i wewnętrzną potrzebą ciągłego wykonywania pracy kosztem innych czynności, również rodziny, snu i odpoczynku.

## Charakterystyka
Pojęcie pracoholizmu zostało stworzone w 1971 roku przez Wayne’a Oatesa, amerykańskiego pastora i profesora psychologii religii. Podstawą pracoholizmu jest zaburzenie równowagi między pracą a innymi sferami życia, utrata kontroli nad własnym zachowaniem na skutek psychologicznego przymusu jej wykonywania.
Pracoholizm jest związany:
- z pragnieniem ucieczki od problemów osobistych
- potrzebą poczucia kontroli własnego życia
- obsesyjno-kompulsyjną osobowością
- warunkami modelowania przez środowisko dorastania[2].

W 2013 polska badaczka Kamila Wojdyło rozwinęła nowe podejście do pracoholizmu, które nazwała work craving, wskazując że sam przymus pracy nie jest wystarczający do diagnozy zjawiska. Opracowana przez nią teoria work craving wyjaśnia mechanizmy uzależnienia od pracy w kontekście czterech wymiarów, składających się na chorobliwe pożądanie pracy. Wśród nich oprócz obsesyjno-kompulsyjnego pożądania pracy znajduje się również oczekiwanie pozytywnych wzmocnień poczucia własnej wartości, oczekiwanie redukcji emocji negatywnych i symptomów „odstawienia pracy”, a także neurotyczny perfekcjonizm. Mechanizm uzależnienia od pracy został lepiej poznany dzięki badaniom nad mechanizmami regulacyjnymi work craving (2013).

## Odbiór społeczny
Praca jest podstawowym wyznacznikiem większości życiowych sukcesów człowieka, również tych związanych z życiem rodzinnym i towarzyskim. Jest więc dziedziną aktywności człowieka, która jest bardzo pożądana, dlatego pracoholizm to jedyne uzależnienie, którego ofiarom nie towarzyszy zawstydzenie. Nie próbuje się go również ukrywać czy maskować; wręcz przeciwnie, demonstrowane jest, by spotkać się z uznaniem i aprobatą społeczną. Większość obserwatorów dostrzega tylko dobre strony zapracowania – zyski finansowe, prestiż i dobrobyt materialny rodziny, interpretując je jako przejaw odpowiedzialności i troski o rodzinę.

## Objawy
Pracoholika cechuje brak umiaru, irracjonalne przywiązanie do pracy i ciągłe myślenie o niej oraz nieumiejętne korzystanie z wolnego czasu. Z czasem dni wolne od pracy powodują poczucie dyskomfortu, a chwile poświęcone na czynności niezwiązane z pracą traktowane są jako czas stracony. Pracoholizmowi mogą również towarzyszyć symptomy fizjologiczne i behawioralne, jak zmęczenie, bóle głowy, wrzody żołądka, nudności, bóle w klatce piersiowej oraz problemy ze snem i koncentracją, zmiany nastroju, a także psychozy.
Objawy pracoholizmu
- regularne zabieranie pracy do domu lub codzienne zostawanie po godzinach;
- nierozmawianie o niczym innym niż praca;
- brak czasu dla rodziny i przyjaciół[5];
- brak czasu na realizację swoich hobby, uprawianie sportu;
- nieodczuwanie upływu czasu podczas pracy;
- stawianie spraw zawodowych na pierwszym miejscu;
- niedopuszczanie myśli, że w pracy może dziać się coś bez twojej kontroli; poczucie, iż nieustanna obecność jest wręcz konieczna;
- dążenie do perfekcji we wszystkim, co się robi;
- odczuwanie ogromnych i niewspółmiernych wyrzutów sumienia, gdy popełniło się podczas pracy jakiś błąd;
- ciągłe niezadowolenie ze swojej pracy;
- rezygnowanie z urlopu[2].

## Pracoholizm a stres
Pracoholizm może być również strategią radzenia sobie ze stresem, ucieczką od problemów oraz prywatnego życia. Zaburzenie to daje złudzenie kontroli własnego życia. Praca daje możliwość kontrolowania, kiedy, jak długo i w jaki sposób się pracuje. Niestety kontrola ta jest możliwa w początkowym okresie. Gdy pracoholizm się nasili, człowiek traci kontrolę i zaczyna nad nim dominować potrzeba pracy.

## Sylwetka pracoholika
Pracoholik to osoba cierpiąca na uzależnienie od pracy. Janet Spence i Ann Robbins (1992) stworzyły pierwszą naukową definicję pracoholizmu, opisując w niej pracoholika jako osobę w wysokim stopniu zaabsorbowaną pracą, czującą zobowiązanie lub przymus pracy z powodu wewnętrznej presji i odczuwającą z niej niskie zadowolenie. Pracoholik jest osobą, która, mówiąc o sobie, skupia się głównie na tym, co robi, zamiast opisywać, jaka jest. Określa siebie przede wszystkim w odniesieniu do sukcesów zawodowych. Marylin Machlowitz (1980) stworzyła charakterystykę pracoholika, zauważając, iż mają oni wspólne cechy, np. są pełni energii, rywalizujący, mają niestabilny obraz własnego „ja”, co sprawia, że łatwo tracą pewność co do swojej wartości, przedkładają pracę nad odpoczynek. Praca pracoholika prawie zawsze przewyższa wymagania zawodowe w stosunku do niego. Uzależnienie to dotyka przeważnie przedstawicieli klasy średniej, którzy są w korzystnej sytuacji ekonomicznej i nie muszą podejmować dodatkowej, obciążającej pracy. Pracoholik to osoba ograniczona emocjonalnie, pragnąca sprawować kontrolę i władzę nad innymi, nieustannie dążąc do uzyskania aprobaty, uznania i sukcesu. Często towarzyszą jej przy tym myśli narcystyczne. Osoba uzależniona od pracy charakteryzuje się pozorną pewnością siebie, pod którą ukryte jest poczucie zagubienia, lęk przed bezradnością, zależnością i utratą akceptacji. Strach powoduje patologiczny rozwój osobowości i zakłóca funkcjonowanie psychiczne. Taka osoba jest niezwykle wymagająca nie tylko wobec siebie, ale również wobec innych, oczekuje posłuszeństwa. Jeśli coś nie idzie zgodnie z planem, pracoholik potrafi bez skrupułów karać tych, którzy zagrażają jego pozycji i władzy. Własna porażka lub błąd są niewybaczalne, blokują kolejne działania, powodują sytuację kryzysową, wpędzając pracoholika w poczucie winy i zwątpienie we własne możliwości. Koncentruje się on głównie na swoich negatywnych cechach i jest pozbawiony optymizmu. U pracoholików często występuje ciągły i bezpodstawny strach przed zwolnieniem z pracy oraz odrzuceniem. Termin „pracoholik” jest często nadużywany i źle interpretowany, uaktywniając stereotyp myślenia o takiej osobie jako solidnej, konsekwentnej, odpowiedzialnej czy wytrwałej.

## Typy pracoholików[2]

### Klasyfikacja Spence i Robbins (1992)
| Typ pracownika            | Zaabsorbowanie pracą | Przymus pracy | Zadowolenie w/z pracy |
| ------------------------- | -------------------- | ------------- | --------------------- |
| Entuzjasta pracy          | wysokie              | niski         | wysokie               |
| Pracoholik uzależniony    | wysokie              | wysoki        | niskie                |
| Entuzjastyczny pracoholik | wysokie              | wysoki        | wysokie               |
| Niezaangażowany pracownik | niskie               | niski         | niskie                |
| Zrelaksowany pracownik    | niskie               | niski         | wysokie               |
| Rozczarowany pracownik    | niskie               | wysoki        | niskie                |

### Klasyfikacja Bryana Robbinsona (1998)
- PRACOHOLIK NIEUGIĘTY – osoba pracująca kompulsywnie przez cały tydzień. Bardzo pilnuje wyznaczonych terminów. Praca jest ważniejsza od relacji z innymi ludźmi. Sprawia wrażenie osoby bezwzględnej i niewrażliwej na potrzeby bliskich, co negatywnie wpływa na ich relacje. Wśród pracodawców ceniony głównie za odpowiedzialność.
- PRACOHOLIK BULIMICZNY – sprawia wrażenie uciekającego od pracy, ponieważ pozostawia zadania na ostatni moment, realizując je w bardzo intensywnym trybie pracy, bez przerw i z maksymalnym zaangażowaniem. Po tym okresie następuje faza zmęczenia, niechęci i unikania pracy. Ten typ pracoholika nie rozpoczyna zadania we wcześniejszym terminie, ponieważ boi się, iż zadanie nie będzie wykonane perfekcyjnie. Pracoholik bulimiczny przez cały czas przeżywa wzrost napięcia, dopiero wysokie napięcie i lęk oraz presja czasu uaktywnia działanie.
- PRACOHOLIK Z DEFICYTEM UWAGI – praca jest źródłem stymulacji, pracownik taki łatwo się nudzi, zaczyna więc kilka zadań równocześnie. Pracuje bardzo intensywnie, ale bez sensownej strategii pracy. W rezultacie prowadzi to do konieczności poprawiania wszystkiego od początku.
- PRACOHOLICY DELEKTUJĄCY SIĘ PRACĄ – pracują wolno, dokładnie, wraz z planem strategicznym. Mimo wszystko boją się, że rezultat nie będzie perfekcyjny, dlatego trudno im uznać pracę za skończoną.

## Przyczyny pracoholizmu
Badacze zjawiska łączą uzależnienie od pracy z perfekcjonizmem, dużą ambicją, nadmiarem czasu poświęcanego na pracę, niezdolnością do delegowania zadań i omnipotencją. Pod koniec XX wieku, wraz z pojawieniem się yuppie, pracoholizm stał się problemem społecznym. Wielogodzinna, ekstremalna praca, dążenie do luksusu i kariery stało się sposobem na życie i etykietą człowieka sukcesu. Coraz szybsze tempo życia wymusza podejmowanie coraz nowych wyzwań zawodowych. Wymogi rynków pracy zakładają stałe dokształcanie się i zdobywanie nowych kompetencji. Na rosnącą liczbę pracoholików na całym świecie mają wpływ takie zjawiska jak: bezrobocie, kryzys gospodarczy, praca opierająca się na wynikach i nieprzekraczalnych terminach. Ten problem społeczny jest szczególnie widoczny w krajach, których mieszkańcy ciągle aspirują do osiągnięcia wyższego statusu społeczno-ekonomicznego. Istnieje wiele hipotez widzących podstawy pracoholizmu w zaburzeniach dotyczących poczucia własnej wartości. Może ono wywodzić się z doznania biedy i problemów materialnych, jak również z doświadczania miłości warunkowej i zabierania jej, przykładowo przez rodziców, w różnych okresach rozwojowych, gdy nie spełniało się pokładanych w nas oczekiwań.

## Skutki
Pracoholizm powoduje spadek efektywności, produktywności oraz utratę spójności przedsiębiorstwa. Nieustanna praca nie pozwala na relaks, odpoczynek i zabawę, a także staje się zamiennikiem doświadczeń religijnych. Uzależnienie powoduje długofalowe negatywne konsekwencje nie tylko dla osoby, która wpadła w nałóg, ale również dla osób przez nią poniżanych, wykorzystywanych i deptanych podczas wspinania się po szczeblach kariery. Pracoholizm niesie ze sobą także wiele negatywnych konsekwencji w sferze kontaktów społecznych. Osoba dotknięta tym zaburzeniem nie potrafi mówić o niczym innym niż praca, zaniedbuje swoje hobby, zainteresowania, a często też przyjaciół i rodzinę. Pracoholizm jest jedną z głównych przyczyn rozpadu małżeństw oraz rodzin.
Badania empiryczne wskazują, że pracoholicy nie są dobrymi pracownikami i nie każdy z nich dużo pracuje. Wraz z pogłębianiem się uzależnienia następuje destrukcja osobowości i spada ich kreatywność i spontaniczność. Pracoholik pracuje dla samej pracy, a nie dla jej wyników, unika ryzyka i twórczych rozwiązań, nie akceptuje błędów i ukrywa je, jeśli się pojawią. Nie potrafi pracować w zespole, a jego obecność powoduje wiele konfliktów. Nie umie też podejmować trafnych decyzji; co więcej, dokonuje zazwyczaj złych ocen. Uzależnienie to wywołuje fikcyjne poczucie wartości, władzy oraz kontroli, czego następstwem jest utrata umiejętności panowania nad własnym życiem, rodziną i firmą.

### Konsekwencje zdrowotne pracoholizmu[2]
- wyczerpanie fizyczne i emocjonalne;
- zaburzenia koncentracji;
- trudności z zasypianiem, bezsenność;
- wrzody żołądka;
- zaburzenia nerwicowe, lękowe;
- zaburzenia seksualne;
- choroby układu krążenia;
- utrata przytomności;
- zawał serca.

### Możliwe gratyfikacje, które może przynosić uzależnienie od pracy
- możliwość potwierdzania własnej kompetencji, podwyższania poczucia własnej wartości;
- skuteczny i społecznie usprawiedliwiany sposób izolacji od problemów osobistych czy rodzinnych;
- skuteczny sposób redukujący nieprzyjemne napięcie i lęk związany z obawą przed porażką.

## Metody pomiaru uzależnienia od pracy[2]

### Skala WART (Work Addiction Risk Test; Robinson i Philips, 1995)
Autorzy rozróżniają pięć głównych symptomów uzależnienia:
- przeciążenie pracą;
- poczucie własnej wartości;
- kontrola/perfekcjonizm;
- zaniedbywanie bliskich związków;
- zaabsorbowanie umysłowe/odniesienie do przyszłości.

Polska adaptacja, opracowana przez Kamilę Wojdyło w 2005 roku

## Możliwe sposoby leczenia pracoholizmu i przeciwdziałania mu
Pracoholizm, mimo iż jest przez wielu uważany za „dobre” uzależnienie, przez samych uzależnionych jest wypierany. Przyznanie się do problemu oznaczałoby konieczność przyznania się do utraty kontroli nad swoim życiem. Zatem bardzo ważnym czynnikiem w leczeniu tego zaburzenia jest rozwijanie samoświadomości pracoholików.

### Racjonalno-emotywna psychoterapia pracoholików (REBT)[7]
Terapia poznawczo-behawioralna ma na celu zmianę nieracjonalnych przekonań pacjenta względem siebie na bardziej pozytywne, racjonalne, produktywne. Jednym z nich wśród pracoholików może być przekonanie, iż o wartości człowieka świadczą jego wyniki w pracy, czyli „muszę być lepszy od innych”.
Proces pomocy terapeutycznej w leczeniu pracoholizmu:
- zmiana nieadaptacyjnych przekonań;
- interwencje emocjonalne;
- pomoc w osiągnięciu bezwarunkowej akceptacji samego siebie;
- nauka radzenia sobie ze wstydem;
- nauka rozdzielania pracy na innych;
- ustalanie i utrzymywanie granic pomiędzy pracą a nie-pracą;
- zmniejszanie lęku;
- nauka wykorzystywania czasu poza pracą np. na relaks.

## Pozostałe informacje
Karoshi to zjawisko nagłej śmierci w wyniku przepracowania i stresu. Wywodzi się z publikacji grupy lekarzy pod takim właśnie tytułem. Pierwszy przypadek odnotowano w 1969 roku w Japonii (zawał 29-letniego pracownika). Karoshi nie jest samodzielną jednostką chorobową, określa ona przypadki zgonów w wyniku zaburzeń krążeniowo-sercowych u osób przeciążonych pracą i narażonych na silny stres. Głównymi czynnikami stresogennymi są nadmierne wymagania, niski stopień kontroli własnej pracy oraz brak wsparcia społecznego. Karoshi odnosi się głównie do japońskich ludzi sukcesu, pracujących 60–70 godzin tygodniowo.
Karo-jisatsu to samobójstwo z przepracowania. Wśród społeczności japońskiej śmierć z przepracowania kojarzona jest z sukcesem. Posiadanie w rodzinie członka, który popełnił karo-jisatsu lub stał się ofiarą karoshi, jest powodem do dumy.
Takie nastawienie do śmierci z przepracowania wynika z podejścia japończyków do wykonywania swoich obowiązków. Podobne zachowanie pojawiało się w starożytnej Japonii wśród wojowników, kiedy to śmierć podczas walki była honorem, podobnie jak zwycięstwo.